# Pir Muhàmmad I
Pir Muhàmmad I fou kan de Bukharà (vers 1528-1566) i kagan dels uzbeks (1556-1561), i temporalment kan de Bukharà (1552-1553). Era fill de Janibeg i net de Muhàmmad Xaibani.
Va heretar del seu pare el feu de Balkh. El 1547 Kamran Mirza que s'havia rebel·lat contra el seu germà Humayun a l'Imperi Mogol, va fugir a Balkh, i Pir Muhammad ibn Janibeg el va rebre molt bé, el va allotjar al seu palau, i li va concedir tropes amb les que va recuperar Ghuri i va ocupar Baklan. Pir Muhammad el va acompanyar en la seva expedició i quan el seu aliat es va fer amo del territori va retornar a Balkh, deixant amb Kamran un contingent d'uzbeks.
Aquesta ajuda va provocar una guerra amb Humayun iniciada el 17 d'agost de 1548, i trobem llavors als mogols manats pel mateix Humayun atacant el kanat de Balkh. Quan l'emperador va arribar a Istalif, Abbas Sultan, un jove príncep uzbek que s'havia casat amb la germana d'Humayun, Gulshehreh Begum, sospitant que l'expedició estava dirigida contra els uzbeks en general, va desertar. Humayun va passar per Talikan i Nari, i després de creuar el pas de Nari va arribar a la vall del Nilber, on es va trobar amb diversos feudataris però no amb Kamran Mirza, que ja s'havia reconciliat amb el seu germà i havia promès assistir. En arribar a Baklan, Humayun va ordenar un atac a Eibek, un fèrtil districte de Balkh defensat per una poderosa fortalesa. L'atalik de Pir Muhammad, de nom Khoja Bagh, amb alguns oficials, es va fer fort en aquesta, que no estava preparada amb provisions i agua per aguantar un setge llarg, i es va haver de rendir aviat. A la festa que es va fer per celebrar la conquesta, Humayun va preguntar a l'atalik la millor manera de conquerir Balkh, i aquest va respondre que seria un mal jutge en quant enemic; però Humayun, sabent l'honestedat dels uzbeks i la del atalik en particular, va insistir; l'atalik llavors va referir la seva influència amb el kan i va oferir una gestió per cedir a Humayun tot la part del kanat a l'altre costat del Khulm, on la khutba es llegiria en nom d'Humayun i un miler d'uzbeks acompanyarien (escortarien) a Humayun de retorn. Humayun va rebutjar no obstant la proposta i va enviar a Kabul a tots els presoners, menys al atalik que el va mantenir al seu costat. Un dies després, de camí a Khulm, es va aturar a Astana (Astaneh) on sobtadament es va produir un atac uzbek dirigit per Shah Muhammad, príncep d'Hissar, fill de Burunduk Sultan i va fer presoner a un oficial mogol, Kabuli, el cap del qual fou enviat a Balkh. Humayun es va inquietar que el seu germà Kamran no estigués planejant un atac a Kabul en la seva absència; no obstant el seu exèrcit va atacar l'avantguarda dels uzbeks manada per Abdulla Sultan i Khosru Sultan, fill d'Iskander Sultan, prop del Takteh pul, i els va empènyer a través del pont cap a l'altre costat del riu en direcció a Balkh. A mesura que s'acostava a aquesta, els rumors sobre una traïció de Kamran Mirza es van fer més forts; a més Abd al-Aziz s'acostava amb un exèrcit de Bukharà. Humayun va retrocedir i va agafar posicions a l'entrada de les muntanyes a la vall de Dera-Gesi, amb diversos congost fàcilment defensables i des d'on es podia veure Kabul i Balkh. El relat de Bayezid que acompanyava a Humayun, no parla de combats; en canvi Abulfazi i Ferishta descriuen el combat que va seguir en el que els uzbeks, que tenien 30.000 homes, foren derrotats i es van haver de retirar cap a Balkh. Segons Abulfazi, Humayun volia aprofitar l'avantatge i avançar, però per alguna raó no es va fer. Quan Bayezid continua explica que els mongols es van retirar al Dera-Gesi i que allí van córrer rumors que Kamran Mirza havia atacat Kabul i el pànic es va apoderar de l'exèrcit; la rereguarda fou dispersada i fins i tot una fletxa va tocar al cavall d'Humayun al pit; Les forces van arribar a Kabul com van poder; Humayun hi va arribar el 23 de setembre de 1549. Pel camí molts dels amirs, incloent Shah Bidagh, van ser fets presoners pels uzbeks. L'atalik i els seus companys presoner que foren alliberats pels mogols, van relatar la manera amable amb què havien estat tractats. Si bé Kamran Mirza no havia fet cap atac a Kabul, va tractar d'aprofitar la situació i va fer un atac a Badakhxan i Kunduz (principis de 1550) que no va tenir èxit; llavors va demanar altre cop ajut als uzbeks i va fer un tractat amb ells: li fou cedit un contingent que l'ajudaria al setge de Kunduz; aquesta estava defensada per Hindal Mirza que va falsificar una carta en nom de Kamran en la que suggeria eliminar els uzbeks, i va procurar que aquesta carta caigués en mans dels afectats que immediatament van abandonar a Kamran i van retornar al seu territori. Kamran va aixecar el setge i va marxar contra Sulayman Mirza, governador de Badakhxan; en arribar a Rostak va trobar un contingent d'uzbeks que estaven saquejant la rodalia, manat per Said; els uzbeks van atacar a Kamran sense preguntar; quan Said va saber el que havia passat va demanar excuses, però el cop fou dur per Kamran (1550).
Abd al-Aziz ibn Ubayd Allah, kagan uzbek i kan de Bukarà, va morir el 1552. El va succeir a Bukharà, Muhammad Yar Sultan, fill de Siyunish Muhammad Sultan (fill de Muhàmmad Xaibani). Pir Muhàmmad I de Balkh va assistir a l'enterrament més per assegurar-se un lloc en el repartiment que per respecte; una vegada a Bukharà va usurpar el poder. Nawruz Ahmad de Taixkent i Burgan Sultan, un net d'Ubaid Al·là, i altres prínceps van donar suport de Muhammad Yar Sultan, i van envair Miankal que pertanyia a la família de Janibeg, la branca de prínceps del qual va ser dispersada: Rustem Khan, amb el seu fill Uzbeg Sultan, van quedar presoners a Bukharà; Iskandar Khan va abandonar Kermineh i es va traslladar a Andkhuy; Kermineh tanmateix va resistir i després d'un setge de 12 dies i Abd al-Latif i Nawruz Ahmad es va retirar respectivament a Samarcanda i Taixkent; durant el següent any Pir Muhammed va cedir Bukharà a Yar Muhammed i es va retirar altre cop a Balkh.
Quan Nawruz Ahmad fou elegit kagan (1552) va reunir un fort exèrcit a Taixkent, Turquestan i Khodjend i va marxar (1553) contra Abd Al·là ibn Iskandar, que governava inicialment només al kanat de Kermineh, però als darrers anys del govern d'Abd al-Aziz Sultan ibn Ubayd Allah Khan va iniciar una expansió cap a Kesvi, Karshi i Kish o Shar-i Sabz. Nawruz va assetjar Kish o Shar-i Sabz; va demanar el suport de Yar Muhammad Sultan i a Burgan Sultan que ara governaven conjuntament a Bukharà. Abd Al·là va cridar en ajut al seu oncle Pir Muhàmmad I de Balkh. Burgan va arribar a Kasan i va saquejar el districte de Karshi: Abd Al·là li va sortir a l'encontre; al moment crític de la batalla Pir Muhammad i les seves forces van arribar en ajut del kan de Kermineh, i el bukharià fou derrotat i es va haver de retirar. Abd Al·là i Pir Muhammad van marxar llavors en ajut de Shar-i Sabz, i ara també de Karshi, assetjades per Nawruz. Aquest no els va esperar, va aixecar els setges i es va retirar cap a Taixkent. Abd Al·là es va establir a Karshi i Pir Muhammad va retornar a la seva capital, que era Kilef a la regió de Balkh.
A la mort de Nawruz Ahmad el 1556, el kuriltay va elegir a Pir Muhàmmad com a kagan per ser el degà dels prínceps uzbeks xibànides o abulkhàyrides. Es van encunyar monedes amb el seu nom. El seu nebot Abd Allah ibn Iskandar va abandonar Chechket i Maymana on havia establert residència, i es va traslladar a Miankal. Dost Muhammad, el fill de Nawruz que regnava a Kermineh, va haver de fugir i Abd Al·là va ocupar també Xahrisabz a Gashim Sultan, i va ajudar a Kedai Sultan ibn Abd al-Latif i a Jivan Merdi Ali Khan fill d'Abu Said Khan, a ocupar Samarcanda que estava en mans dels fills de Nawruz Ahmad. El 1557 va iniciar una campanya contra Burgan Sultan de Bukharà, que veien que era massa dèbil per resistir, va enviar al cap religiós Khoja Juybari (Juibareh) a demanar la pau; la mateixa nit que Khoja va sortir de Bukharà, Burgan va ser atret a la casa de Mirza Eki on fou assassinat a traïció i el seu cap posat en una llança i enviat a Abd Al·là. Aquest va entrar a Bukharà sense gaire oposició i va esdevenir el kan més poderós de tots els kans uzbeks.
Va començar tot seguit a preparar una expedició al gran Khorasan però primer va fer una visita al seu oncle i kagan, Pir Muhammad, que era a Shabirgan, i van acordar un intercanvi de territoris: Pir Muhammad cedia Balkh (fronterer amb Khorasan) a canvi de Bukharà. L'intercanvi ja s'havia iniciat quan Din Muhammad es va revoltar i es va apoderar de Balkh. Pir Muhàmmad va anar a reprimir la revolta i Abd Al·là ordenava al seu germà Ubayd Allah de no entregar Bukharà. Va tornar a aquesta ciutat on va cridar al seu pare Iskandar, que governava a Kermineh, i el va proclamar "kagan de tot el món" (1561), el que implicava el destronament de Pir Muhàmmad.
Pir Muhàmmad va fer la pau amb el seu fill Din Muhammad i va restar al seu feu de Balkh com a kan (de fet el títol dels kans de Balkh era de kalkhan, que podria ser una corrupció d'una paraula turca, mongola i manxú que voldria dir "escut" perquè el sobirà de Balkh era l'"escut" de Transoxiana fins a la seva mort el 1566. Va encunyar moneda com a kagan i va tenir correspondència amb el sultà otomà Solimà el Magnífic. A Balkh el va succeir Din Muhammad que fou derrotat per Abd Al·là el 1572/1573 i va perdre el kanat.